# 加賀卯之吉

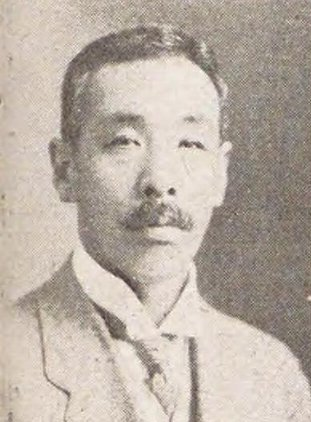
加賀卯之吉

加賀 卯之吉（かが うのきち、旧姓・山室、1867年7月4日（慶応3年6月3日） - 1941年（昭和16年）11月10日）は、日本の政治家・衆議院議員（憲政会）、ジャーナリスト。族籍は三重県平民。

## 経歴
伊勢国桑名（後・三重県桑名郡桑名町、現・桑名市）に生まれる。山室今助の長男。1884年、加賀金七の養子となり、1886年、養母の後を承け家督を相続した。英漢学を修めた。桑名郵便局雇、同局長代理、名古屋逓信官吏局員を務めた。その後、『伊勢新聞』記者を経て、日本商業新報を創刊し社長となった。
経済記者として、毎年8月から11月までの約90日間に渡って全国の米作の状況や農家の財政状況を視察して、次年度の需給の予測とその対策を発表し、『福岡日日新聞』『関門日日新聞』『神戸新聞』『やまと新聞』『中外日報』『帝国通信』などに記事を提供した。
1912年（明治45年）、衆議院補欠選挙で当選。第12回衆議院議員総選挙でも再選を果たした。
その他、台湾総督府嘱託米穀局附、商業通信社常務取締役を務めた。

## 人物
宗教は真宗。住所は大阪市北区堂島中通、東京市世田谷区北沢。

## 家族・親族
加賀家
- 養父・金七[1]
- 妻・こま（1867年 - ?、養父・金七の長女）[1]
- 庶子男・一郎[1]（1898年 - 1946年、生母は大阪の山田ひさよ[1]、陸上選手、アントワープオリンピック日本代表）[6]
  - 同妻・サタ子（1902年 - ?、東京、小川定次郎の六女）[4]
- 庶子男、二男・二郎[1][7]（1900年 - 1962年、生母は大阪の山田ひさよ[1]、松竹元常務、歌舞伎座元専務・歌舞伎座映画プロデューサー）[6]
  - 同妻・千鶴子（1909年 - ?、東京、平塚已治の二女[4]、あるいは松本文子の二女[7]）
- 庶子男・四郎[1]（1904年 - ?、生母は大阪の山田ひさよ[1]、大映元プロデューサー）[6]
  - 同妻・壽江（1906年 - ?、東京、平塚已治の長女）[4]
- 庶子女・光子[1]（1902年 - ?、生母は大阪の山田ひさよ[1]）
- 孫
  - 義二（テレビプロデューサー、元日本テレビ、二郎の息子、1940年 - ）[6]
  - まりこ（女優、四郎の娘、1943年 - ）[8]